# Margite
Il Margite (in greco antico: Μαργίτης?, Margítēs) è un poema comico della letteratura greca antica, che godette di grande popolarità.
L'autore dell'Alcibiade secondo, attribuito a Platone, Aristotele e Callimaco lo citano come opera di Omero, al quale fu comunemente attribuito, come anche a Pigrete. Questo poemetto comico era considerato da Aristotele prototipo di tutta la successiva produzione comica, in quanto il protagonista, Margite, è un buono a nulla, incapace di esercitare qualsiasi mestiere, la cui stupidità rimase proverbiale, tanto che in un frammento così lo si definiva:
(Margite, frammento 3 A-B. Traduzione di Ettore Romagnoli)
L'operetta era scritta in esametri misti, in modo irregolare, a trimetri giambici, in una mistione di epica e satira.
Una testimonianza riferisce che Margite, «pur se ben cresciuto, non sapeva se fosse suo padre o sua madre che lo aveva dato alla luce e non voleva giacere con sua moglie, dicendo che aveva paura che avrebbe potuto parlar male di lui a sua madre».
Ci sono giunti, tuttavia, solo quattro frammenti dell'opera, citati da vari autori, per complessivi otto versi. Tuttavia, la nostra conoscenza del Margite si è accresciuta circa mezzo secolo fa, e poi anche più recentemente, con la scoperta e la pubblicazione di frammenti papiracei che, per la singolare struttura metrica (si alternano, in maniera irregolare, esametri dattilici e trimetri giambici), sono stati attribuiti dagli editori al Margite omerico.
Demostene, l'oratore ateniese avversario di Filippo II di Macedonia e di suo figlio Alessandro, chiamava ironicamente quest'ultimo "Margite" per indicare che, pur essendo stato allievo di Aristotele, non aveva ricavato nulla dall'insegnamento del maestro.